# Strecker Memorial Laboratory
El Strecker Memorial Laboratory  es un edificio histórico ubicado en Nueva York, Nueva York.  Strecker Memorial Laboratory se encuentra inscrito  en el Registro Nacional de Lugares Históricos desde el 16 de marzo de 1972.  

## Ubicación
El Strecker Memorial Laboratory se encuentra dentro del condado de Nueva York en las coordenadas 40°45′09″N 73°57′31″O / 40.7525, -73.958611.